# جک غول‌کش (فیلم ۱۹۶۲)
جک غول کش یک فیلم ماجراجویی فانتزی قهرمانانه آمریکایی محصول ۱۹۶۲ با بازی کروین ماتیوس در داستانی افسانه ای دربارهٔ مرد جوانی است که از شاهزاده خانمی در برابر غول‌ها و شیاطین جادوگر دفاع می‌کند.
این فیلم بر اساس داستان سنتی «جک غول کش» ساخته شده است و از انیمیشن‌های استاپ‌موشن استفاده گسترده‌ای دارد. این فیلم توسط ناتان اچ جوران کارگردانی شد و بعداً توسط تهیه‌کننده ادوارد اسمال دوباره ویرایش و به عنوان یک موزیکال منتشر شد، زیرا کلومبیا پیکچرز که هفتمین سفر سندباد را منتشر کرد، تهدید به شکایت از اسمال کرد. نسخه اصلی بدون موسیقی ۳۰ سال بعد بدون اعتراض کلمبیا پیکچرز منتشر شد، در حالی که یونایتد آرتیستس همچنان حقوق نسخه موزیکال فیلم را در اختیار دارد. این فیلم ماتیوس، جوران، اسمال و بازیگر تورین تاچر را که همگی در هفتمین سفر سندباد کار کرده بودند، دوباره متحد کرد.

## هنرپیشگان
- کروین متیوس در نقش جک
- جودی مردیت در نقش پرنسس الین
- تورین تاچر در نقش پندراگون
- والتر برک در نقش گارنا
- دون بدو در نقش شاهزاده
- بری کلی در نقش سیگورد
- دیتون لومیس در نقش شاه مارک
- آنا لی در نقش لیدی کنستانس
- راجر موبلی در نقش پیتر
- رابرت گیست در نقش کاپیتان اسکاتلندی
- تودور اوون به عنوان صدراعظم
- کن مایر در نقش افسرکشتی
- هلن والاس (نامگذاری نشده) در نقش مادر جک

## استقبال
پاسخ به‌طورکلی در طول انتشار اولیه مثبت بود، با تمجید از شباهت آن به آثار ری هاوزن.
این فیلم همچنان به استقبال عموماً مثبت منتقدان معاصر ادامه می‌دهد. در راتن تومیتوز، بر اساس هشت بررسی، با میانگین امتیاز ۶٫۶/۱۰، امتیاز ۷۵٪ را دارد. مقایسه‌ها همچنان ادامه دارد بین فیلم و سه‌گانه سندباد با نقدهای مثبت و منفی، هر دو طرف تا حد زیادی موافق هستند که فیلم‌های سندباد جلوه‌های بصری برتری دارند.
این فیلم نیز توسط ریف‌ترکس هَزل‌سازی‌شده (به انگلیسی: spoofed) است.